# 许德财
許德財（英語：David Hoe Teck Chye，拼音：Xǔ Décái，1987年12月31日－），是新加坡政治人物、慈善機構主管和前任教育工作者。現任人民行動黨黨員，自2025年起擔任裕廊東－武吉巴督集選區金文泰分區的國會議員。

## 獎項
- 2005年：李光耀優秀普通學程學生獎。[5]
- 2011年：教育部教學獎學金。[6]
- 2015年：首屆《海峡时报》“新加坡年度人物”決賽入圍者。[7]
- 2021年：國家志願者與慈善中心頒發總統義工及慈善獎（善的領袖－青年組）。[8]
- 2022年：東盟加青年義工獎，以表彰對社區項目的貢獻。[9]

## 個人生活
許德財已婚，育有一对子女。 在他年幼時期，父母離異，母親失明，他曾在小販中心和街頭賣紙巾。母親在他12歲時因中風去世，之後他與父親和哥哥同住。